# Griffin (nome)
Griffin  è un nome proprio di persona inglese maschile.

## Varianti
- Maschili: Griffith[1][2]

### Varianti in altre lingue
- Gallese: Gruffudd[2][1], Gruffud[2], Gruffydd[2][1]
  - Ipocoristici: Guto[2][1], Griff[1]

## Origine e diffusione
Griffin e Griffith sono forme anglicizzate dell'antico nome gallese Gruffudd o Gruffydd, a sua volta derivante da una più antica forma Grippiud. L'etimologia è incerta: si tratta di un composto di due elementi, ma mentre il primo è sicuramente identificabile con il gallese udd ("signore", "principe", da cui anche Idris e Meredith), il primo è oscuro, forse riconducibile a cryf ("forte", "potente") oppure a una contrazione di altri vocaboli quali gorŵydd ("destriero"), gorwyf ("orgoglio") o gorwyth ("furia"). Il nome era assai comune nella nobiltà gallese medievale; venne anglicizzato nella forma Griffith e diede origine anche ad alcuni cognomi quali Griffin, Griffith e Griffiths.
Oltre a questa origine, il nome Griffin può anche essere tratto da griffin, il termine inglese che indica il grifone, la bestia mitologica; il nome di questa è derivato dal greco antico γρύψ (grups), che significa "curvato", "uncinato".

## Onomastico
Il nome è adespota, ossia privo di santo patrono; l'onomastico si può festeggiare eventualmente il 1º novembre, festa di Ognissanti.

## Persone

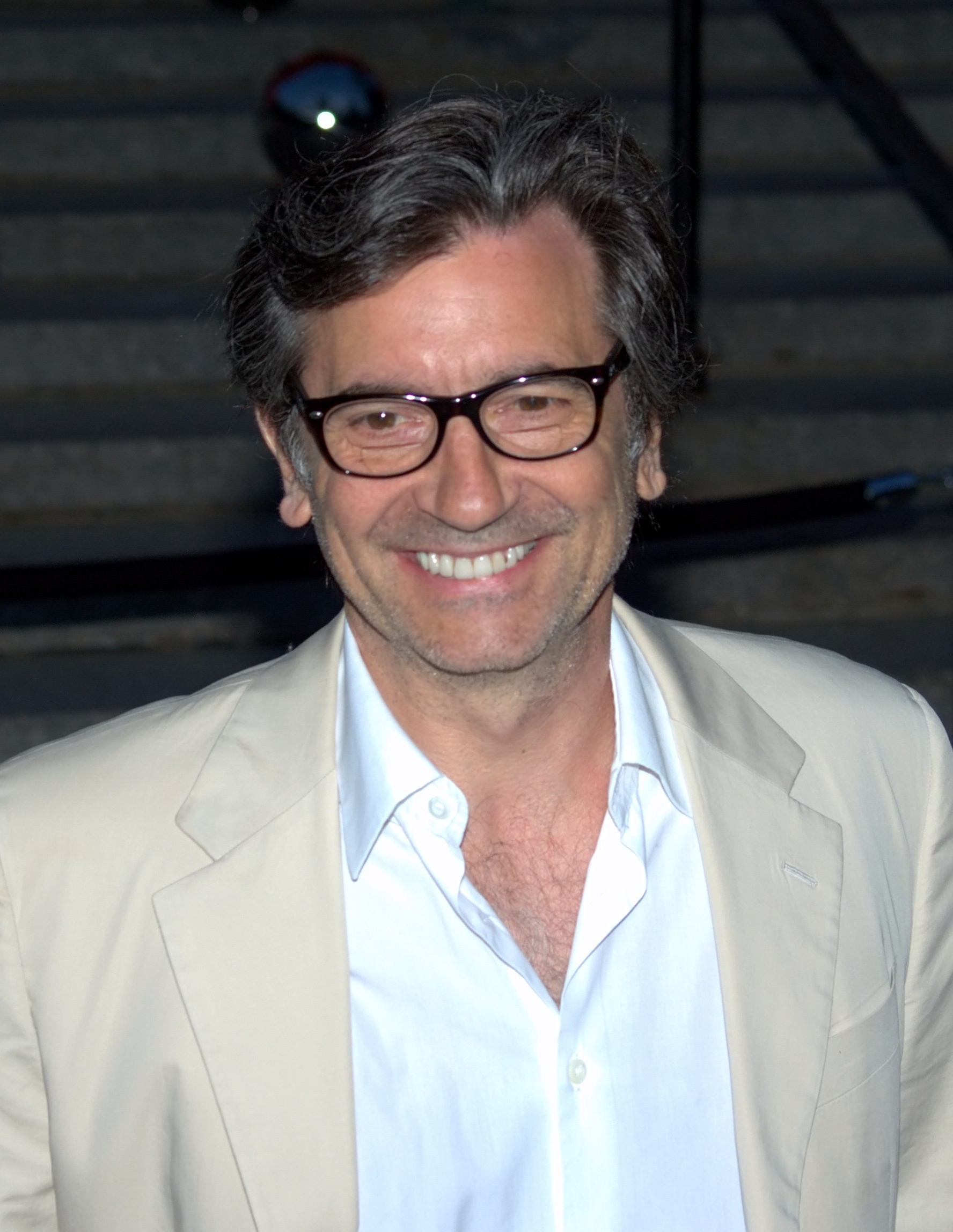
Griffin Dunne

- Griffin Bell, politico statunitense
- Griffin Dorsey, calciatore statunitense
- Griffin Dunne, attore e regista statunitense
- Griffin Gluck, attore statunitense

### Variante Gruffydd
- Gruffydd ap Cynan, re del Gwynedd

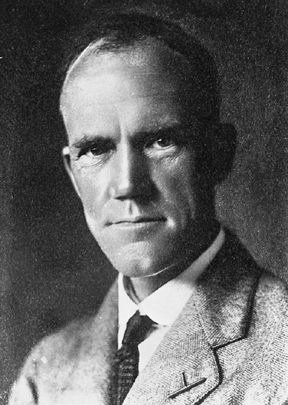
Griffith Taylor

- Gruffydd ap Gwenwynwyn, re del Powys
- Gruffydd ap Llywelyn, re del Galles
- Gruffydd ap Llywelyn Fawr, figlio illegittimo di Llywelyn il Grande
- Gruffydd ap Rhydderch, re del Deheubarth
- Gruffydd ap Rhys, re del Deheubarth
- Gruffydd ap Rhys II, principe del Deheubarth
- Gruffydd ap Rhys ap Thomas, militare gallese

### Altre varianti
- Griffith Jones, attore inglese
- Griffith Taylor, geologo, antropologo ed esploratore britannico naturalizzato australiano